# Gernot Baumgartner
Gernot Baumgartner (* 9. Juni 1981) ist ein ehemaliger österreichischer Fußballspieler.

## Karriere
Baumgartner begann seine Karriere beim FC Trofaiach, bei dem er später auch in der Kampfmannschaft spielte. Zur Saison 2001/02 wechselte er zu den Amateuren des Grazer AK. Im Jänner 2003 wechselte er zum Zweitligisten Kapfenberger SV. Sein Debüt in der zweiten Liga gab er im März 2003, als er am 24. Spieltag der Saison 2002/03 gegen den DSV Leoben in der 76. Minute für Alexander Lessnigg eingewechselt wurde. Im Mai 2003 erzielte er bei einem 2:0-Sieg gegen die SV Mattersburg sein erstes Tor als Profi. In eineinhalb Jahren bei der KSV kam er zu insgesamt 18 Zweitligaeinsätzen, in denen er ein Tor erzielte.
Zur Saison 2004/05 schloss er sich dem Ligakonkurrenten FC Gratkorn an. In eineinhalb Jahren in Gratkorn absolvierte der Stürmer 31 Zweitligapartien und machte dabei zwei Treffer. Im Jänner 2006 wechselte Baumgartner ins Burgenland zum Landesligisten SV Stegersbach. Zur Saison 2006/07 wechselte er zum niederösterreichischen Landesligisten ASK Kottingbrunn. Nach einem halben Jahr in Kottingbrunn wechselte er im Jänner 2007 zum Regionalligisten SC Eisenstadt. Zur Saison 2007/08 wechselte er zum Ligakonkurrenten SV Schwechat. Mit Schwechat stieg er am Ende der Saison 2007/08 in die Wiener Stadtliga ab. In der vierthöchsten Spielklasse kam er in der Saison 2008/09 zu 23 Einsätzen, in denen er zehn Tore erzielte. Nach einer Spielzeit stieg er mit dem Verein wieder in die Regionalliga auf.
Nach dem Wiederaufstieg wechselte Baumgartner zur Saison 2009/10 zum niederösterreichischen Landesligisten SV Stockerau. Für Stockerau kam er in jener Saison zu 24 Einsätzen in der Landesliga, in denen er zwölf Tore erzielte. Zur Saison 2010/11 wechselte er zum siebtklassigen USC Kirchschlag. In der 1. Klasse gelangen ihn für Kirchschlag 18 Tore in 24 Einsätzen. Zur Saison 2011/12 wechselte er wieder ins Burgenland, diesmal zum sechstklassigen FC Jois. In einem halben Jahr in Jois absolvierte er 15 Spiele in der 1. Klasse, in denen er 15 Tore machte. Im Jänner 2012 wechselte er zum Ligakonkurrenten UFC Weiden/See. Für Weiden machte er ein Tor in sechs Spielen.
Zur Saison 2012/13 wechselte er zum fünftklassigen SC Klosterneuburg. Ab der Saison 2013/14 fungierte er in einem Duo mit Dragan Misimovic als Spielertrainer bei Klosterneuburg. In eineinhalb Jahren kam er zu 35 Einsätzen in der Oberliga, in denen er 17 Tore erzielte. In der Winterpause der Saison 2013/14 verließen Misimovic und Baumgartner den Verein wieder. Daraufhin wechselte er im Jänner 2014 zum siebtklassigen USC Muckendorf/Zeiselmauer. Für Muckendorf absolvierte er zehn Partien in der 1. Klasse, ehe er nach seinem letzten Einsatz im August 2014 seine Karriere als Aktiver beendete.

## Persönliches
Baumgartner arbeitet seit dem Ende seiner Profikarriere nach dem Abgang aus Gratkorn 2006 für die Vereinigung der Fußballer.